# 吕泽什
吕泽什（法語：Luzech，法語發音：[lyzɛʃ] 或 [lyzɛk]）是法国洛特省的一个市镇，属于卡奥尔区。

## 地理
吕泽什（44°28'42"N, 1°17'13"E）面积22.13 平方千米，位于法国奧克西塔尼大區洛特省，该省份为法国西南部内陆省份，北起顺时针与科雷兹省、康塔爾省、阿韦龙省、塔恩-加龙省、洛特-加龍省和多尔多涅省接壤。
与吕泽什接壤的市镇（或旧市镇、城区）包括：阿尔巴斯、卡斯泰尔弗朗、克赖萨克、拉巴斯蒂德迪韦尔、帕尔纳克、圣樊尚里沃多尔特。

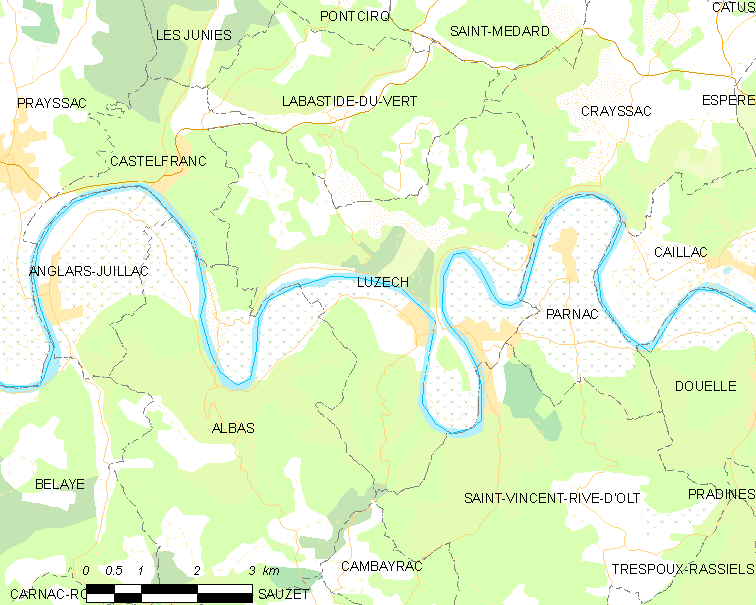
吕泽什的OSM定位图

吕泽什的时区为UTC+01:00、UTC+02:00（夏令时）。

## 行政
吕泽什的邮政编码为46140，INSEE市镇编码为46182。

## 政治
吕泽什所属的省级选区为吕泽什县。

## 人口

1962-2008年间吕泽什人口变化图示

吕泽什于2022年1月1日时的人口数量为1758人。